# El corazón es un animal extraño
El corazón es un animal extraño es un álbum del grupo Ilegales, liderado por Jorge Ilegal, perteneciente a la compañía discográfica Avispa editado en el año 1995 compuesto por 11 canciones.

## Lista de canciones
| N.º | Título                                      | Duración |  |
| 1.  | «Mi Sangre Oculta Un Veneno»                |          |  |
| 2.  | «El Loco Soy Yo»                            |          |  |
| 3.  | «El Corazón Es Un Animal Extraño»           |          |  |
| 4.  | «Lo Único Que Consigo Hacer Bien Es El Mal» |          |  |
| 5.  | «La Luz De Las Enfermedades Oscuras»        |          |  |
| 6.  | «Mi Deporte Favorito»                       |          |  |
| 7.  | «En El Parque De Invierno»                  |          |  |
| 8.  | «Sucia»                                     |          |  |
| 9.  | «Dos Ruedas Y Un Motor»                     |          |  |
| 10. | «Enamorado De La Sangre Ajena»              |          |  |
| 11. | «El Caballero De Olmedo»                    |          |  |